# Stanga (famiglia)
La famiglia Stanga è  una casata nobile cremonese. 
La famiglia ha dato governatori di diversi comuni del cremonese (Pizzighettone, Sonsino, Casalmaggiore, Castelleone), ambasciatori, senatori e Cavalieri gerosolimitani.
Capostipite della famiglia fu Manicardo Stanga.

## Stanga conti di Castelnuovo
Secondo la tradizione, il ramo sarebbe forse disceso nel 1112 da Oliviero Stanga, figlio del capostipite Manicardo. Capostipite, comprovato da documenti, fu Samuele Stanga (XIII secolo).

### Esponenti illustri
- Emanuele Stanga (XI secolo), decurione di Cremona
- Samuele Stanga (XIII secolo), governatore di Bozzolo nel 1293
- Gasparino Stanga (XIV secolo), giureconsulto figlio di Samuele, al servizio del marchese di Ferrara Obizzo III d'Este
- Pietro Stanga (XII secolo), vescovo eletto di Cremona
- Marchesino Stanga (XII secolo), nel 1133 assistette alla costruzione del castello di Pizzighettone, divenendone governatore
- Giambono Stanga (XIII secolo), uno dei tre consoli che nel 1232 governavano Cremona
- Cristoforo Stanga " Gran cavaliere" (XIV secolo), al servizio di Gian Galeazzo Visconti, che lo nominò luogotenente dello Stato di Milano
- Marchesino Stanga (?-1500), fu al servizio di Ludovico il Moro[3]
- Antonio Stanga (?-1511), giureconsulto al servizio di Ludovico il Moro[4]
- Gaspare Stanga (XVI secolo), funzionario al servizio degli Sforza

### Arma
Palato d'oro e di nero.

## Stanga-Trecco marchesi di Annicco
Secondo la tradizione, il ramo sarebbe forse disceso nel 1117 da Ubertino Stanga, senatore di Cremona.

### Esponenti illustri
- Ubertino Stanga (XII secolo), tra i senatori di Cremona
- Maffino Stanga (XIV secolo), notaio
- Gianantonio Stanga (XV secolo), imparentato con Francesco Sforza
- Gian Francesco Stanga (XV secolo), eletto decurione di Cremona nel 1474
- Corradolo Stanga (XV secolo), governatore di Genova nel 1485 e consigliere del duca di Milano
- Camillo Stanga (XVI secolo), decurione del comune di Cremona
- Giulio Stanga (XVI secolo), sposò la nobile Angela Trecco
- Baldassarre Carlo Stanga (XVIII secolo), ottenne dal duca di Mantova il titolo di nobile di Mantova

### Arma
Scudetto palato di oro e di nero su - filetto in croce di oro su rosso accantonato da - nel 1° e 4° leone passante di oro - e nel 2° e 3° 2 staffili divergenti alla tedesca attraversanti 2 nastri (liste) di argento caricati del motto "FATALIS FORTITUDO" in lettere maiuscole di nero e accompagnati da 2 soli raggianti di oro posti uno in alto a sinistra e uno in alto alla destra degli staffili - falcone di argento coronato di oro caricato di 3 fasce di azzurro su rosso in capo - trangla ridotta a filetto di oro.

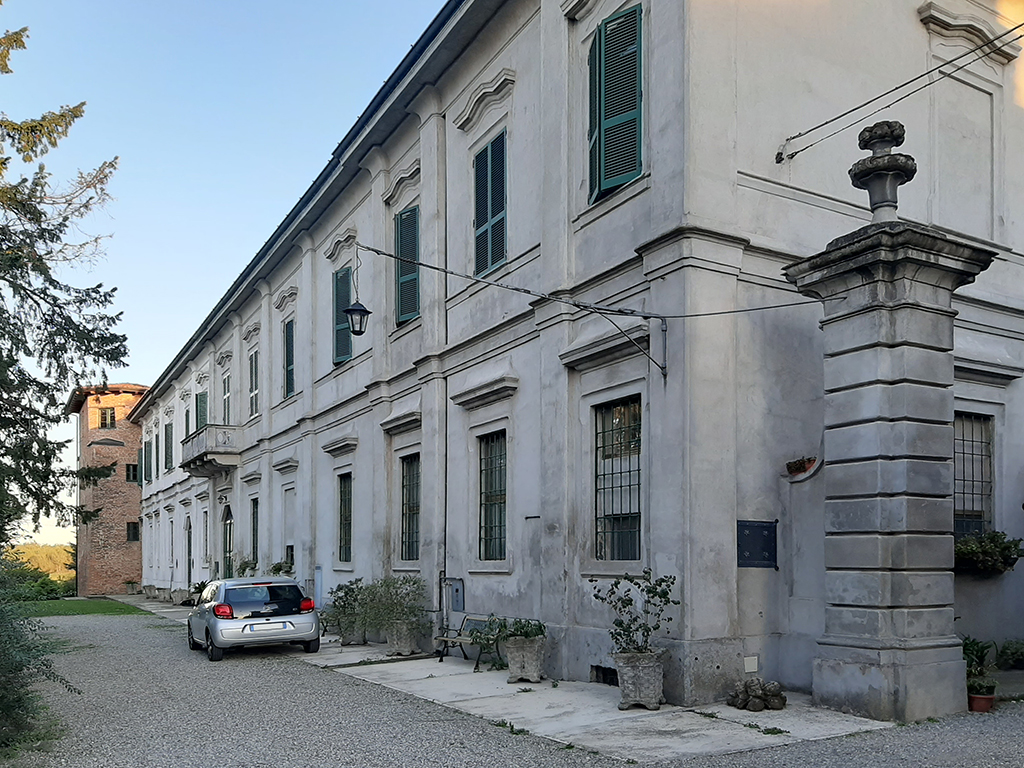
Palazzo Stanga (Castelnuovo Bocca d'Adda)

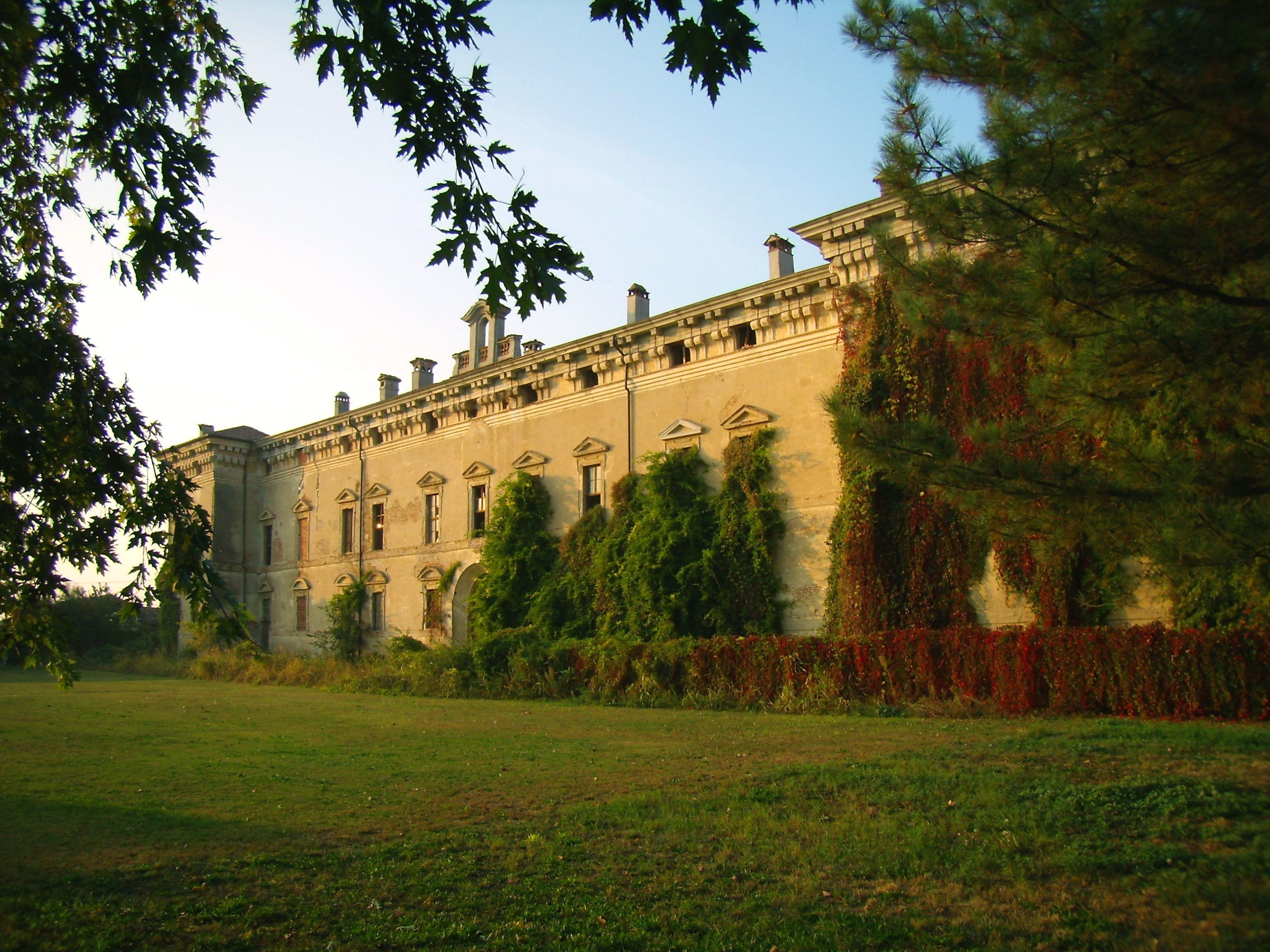
Villa Stanga Borromeo a Farfengo

## Proprietà
- Palazzo Stanga a Cremona
- Palazzo Stanga-Trecco a Cremona[6]
- Palazzo Stanga, a Castelnuovo Bocca d'Adda
- Villa Stanga a Crotta d'Adda[7]
- Villa Stanga Borromeo a Farfengo

## Posterità
Nel 1926 il marchese Ferdinando Stanga-Trecco fece dono alla scuola di agricoltura di Cremona del palazzo di sua proprietà ubicato in Via Palestro, nel centro della città. Istituita come Ente Morale, prese in seguito il nome di "Scuola Media di Agricoltura Stanga".